# Zsolt Pethő
Zsolt Pethő (* 6. Juli 1937 in Budapest, Königreich Ungarn; † 10. Juli 2016 ebenda) war ein ungarischer Komponist.

## Leben
Zsolt Pethő studierte in den Jahren von 1952 bis 1960 Komposition und Chorleitung an der Bartók-Béla-Musikfachschule sowie Dirigieren und Oboe an der Ferenc-Erkel-Musikfachschule in Budapest. Von 1960 bis 1962 war er musikalischer Mitarbeiter des Ungarischen Rundfunks. 1961 begann er Musik für Zeichentrickfilme zu schreiben, ein Jahr später wurde er von der Synchronabteilung des Pannónia Filmstúdió als Musikberater eingestellt. Bis 1996 leitete er im Pannónia Filmstúdió  die Musikaufnahmen und Synchronisationen in- und ausländischer Filme und war musikalischer Leiter für Tonaufnahmen zur Schallplattenproduktion. Während dieser Zeit arbeitete mit den Filmregisseuren Attila Dargay, Ottó Foky, József Gémes,  Marcell Jankovics, József Nepp, Béla Ternovszky und anderen zusammen.
Neben einer Vielzahl von Filmmusiken komponierte Zsolt Pethő Musik für Puppentheater,  Chorwerke, Lieder und Klavierstücke.
Er wurde mit einem Dutzend Preisen ausgezeichnet, unter anderem mit dem Silbernen Verdienstkreuz der Republik Ungarn.

## Filmmusik (Auswahl)
Zsolt Pethő schuf Musik für die folgenden Filme:
- A legkisebb ugrifüles
- A nagy ho-ho-horgász
- A szék
- Az ember
- Az erdő kapitánya
- Babfilm
- Ballaszt
- Egérút
- Egy portré századunkból
- Éljen Szervác!
- Gusztáv
- La Desodora
- Misi Mókus kalandjai
- Pom Pom meséi
- Vackor az első bében
- Vili, a veréb
- Vizipók-Csodapók